# Dresden vom rechten Elbufer unterhalb der Augustusbrücke

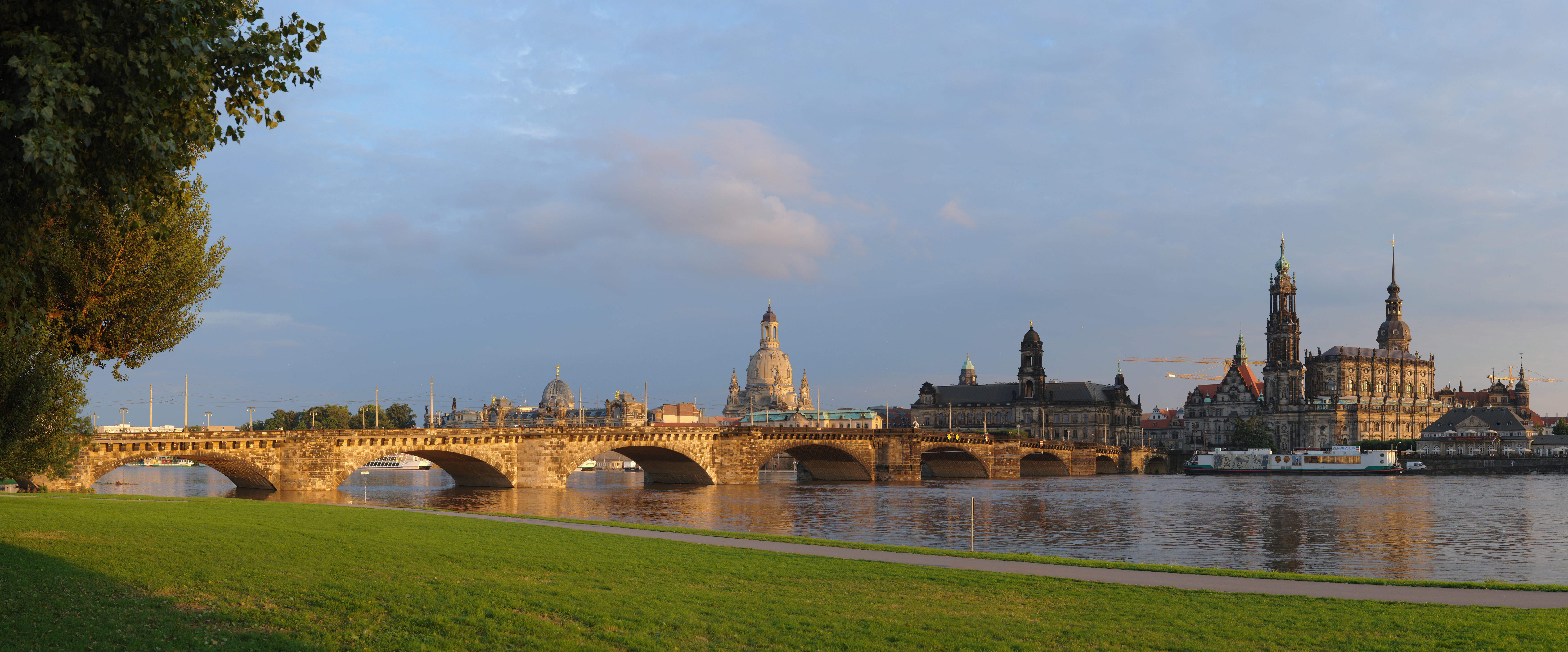
Der Blick im Jahr 2010

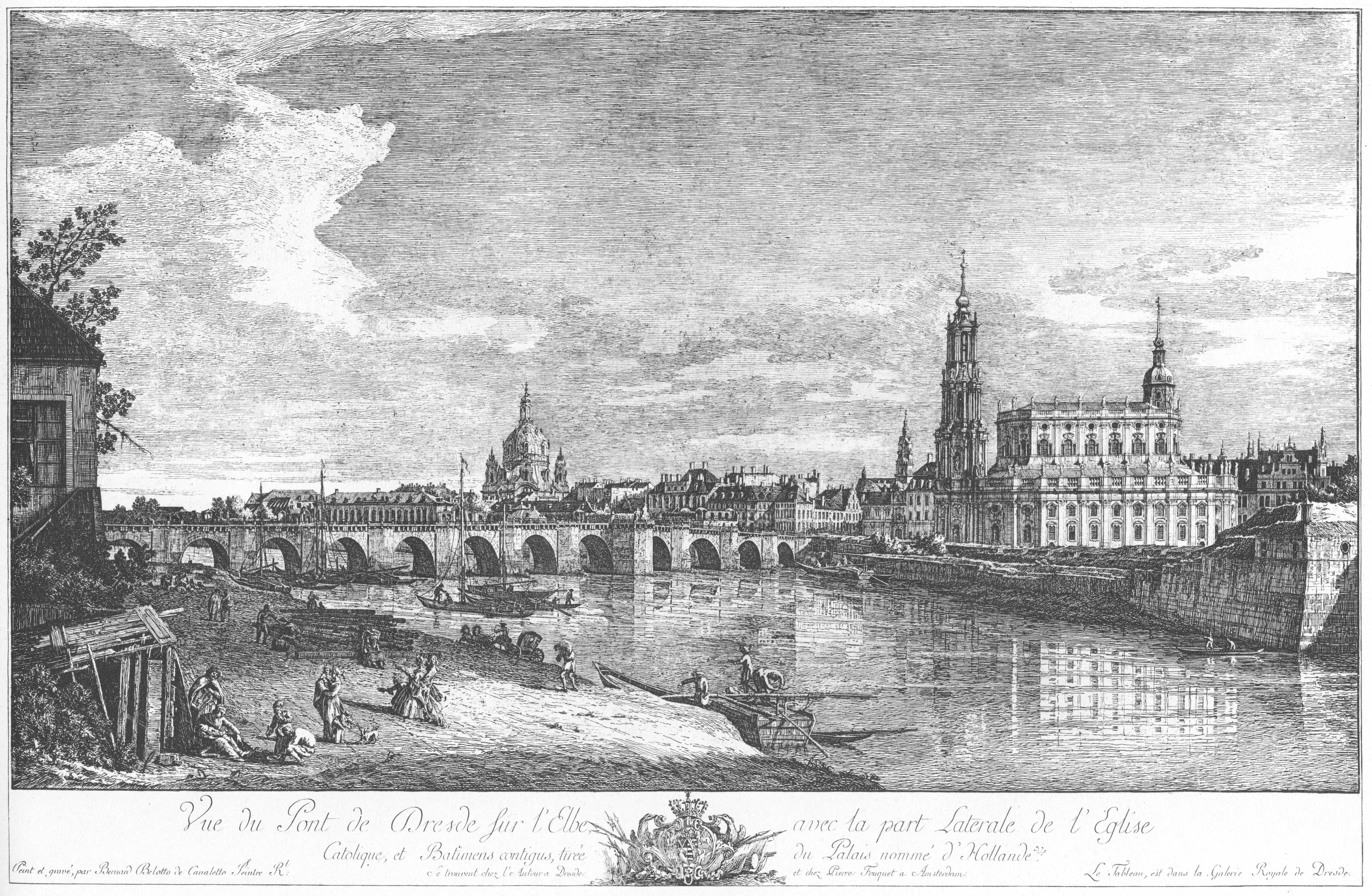
Diese Radierung von Bernardo Bellotto fängt den gleichen Blick ein, 1749

Dresden vom rechten Elbufer unterhalb der Augustusbrücke ist ein Ölgemälde des Canaletto genannten Malers Bernardo Bellotto, das dieser 1748 in Dresden gemalt hat. Es befindet sich dort in der Gemäldegalerie Alte Meister und wird im Galerieverzeichnis unter Galerie-Nummer 606 geführt. Die dargestellte Ansicht ist als Canaletto-Blick weltberühmt. Dieser Begriff findet sich auch für den Blick auf die Wiener Innenstadt.

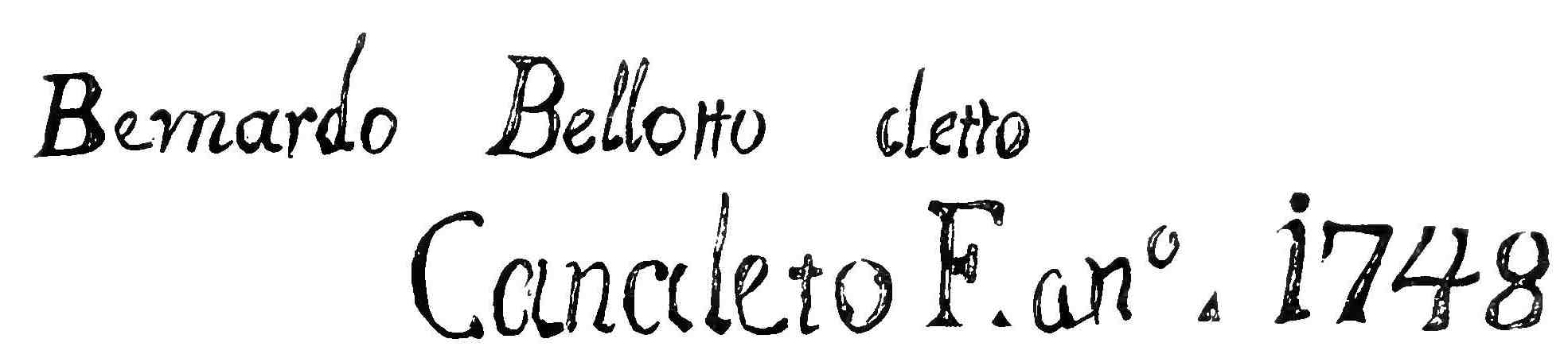
Signatur (Quelle: Galeriekatalog 1887)

## Bildbeschreibung
„Ansicht von Dresden. Vom rechten Elbufer unterhalb der Augustusbrücke. Die Elbe fliesst vom Hintergrunde links zum Vordergrunde rechts herab. Rechts, am jenseitigen Ufer, die katholische Hofkirche, die Brücke, die Kuppel der Frauenkirche. Vorn links ein Haus neben einem Baume. Davor am Ufer verschiedene Staffage-Figuren.“

So wird im Katalog der Königlichen Gemäldegalerie zu Dresden von 1887 knapp ein Gemälde beschrieben, dessen Wirkung und Ausstrahlung die beschriebene Ansicht zu der weltbekannten Silhouette für Dresden werden ließ.
Das als Vedute ausgeführte Gemälde wurde von einem Standpunkt auf dem Neustädter Elbufer in der Nähe des heutigen Hotels Bellevue aus geschaffen. Es zeigt im Vordergrund die still dahinfließende Elbe, die von Elbschiffern mit ihren Fahrzeugen belebt ist. Einige werden am diesseitigen Ufer be- und entladen. Neben einem Stapelplatz für Holz sind Lastenträger und Kaufleute mit dem Umschlagen der Waren beschäftigt. Die Familien im Vordergrund sind in dieses Treiben nicht einbezogen, ein eleganter Herr daneben scheint seiner Begleiterin den Hafenplatz zu erläutern.
Jenseits der Elbe sieht man die prachtvollen Bauwerke der Residenzstadt Dresden, die teilweise von der Augustusbrücke verdeckt werden. Im Vordergrund ist die Bastion Sol der Dresdner Befestigungsanlagen zu sehen mit den dahinter liegenden Häuschen des Italienischen Dörfchens. In dieser Ansiedlung lebten die aus Italien kommenden Handwerker und Künstler, die zur Errichtung der Katholischen Hofkirche nach Dresden geholt worden waren.
Zur Zeit der Schaffung des Gemäldes 1748 war der Turm der Hofkirche nur bis zum unteren Geschoss fertiggestellt, so dass Bellotto sich mit den Bauplänen für dessen Komplettierung im Gemälde behalf. Ein durch horizontale und vertikale Linien angedeutetes Baugerüst um den Turm der Hofkirche soll dem Betrachter einen deutlichen Hinweis auf den Bauzustand geben. In der endgültig ausgeführten und auch heute noch so vorhandenen Bauausführung des Turmes 1752–1754 wurden jedoch die Geschosse und die Bekrönung erheblich erhöht und auch schlanker ausgeführt. Ähnliches gilt für die im Bild aufgezeigte äußere farbliche Gestaltung des Kirchenschiffes in gelblichen und weißblauen Farbtönen, die zur Entstehungszeit der Vedute ebenfalls nicht vorhanden war und auch später nie ausgeführt wurde. Sie wurde vermutlich auf Veranlassung von Chiaveri selbst in das Gemälde aufgenommen.
Rechts hinter der Kirche ist das Dresdner Schloss mit dem Hausmannsturm zu sehen. Links neben der Kirche sieht man das Georgentor mit dem daran anschließenden Stallhof, dessen Nordwand heute mit dem weltberühmten Fürstenzug geschmückt ist. Hinter diesen Bauten ragt der Turm der Kreuzkirche hervor. Das vor dem Stallhof befindliche Gebäude ist das 1894 für den Bau des Ständehauses abgebrochene Fürstenbergsche Haus. Daneben sieht man die im 19. Jahrhundert abgerissenen Brühlschen Herrlichkeiten: das Palais, die Bibliothek und die Gemäldegalerie. Diese Bauwerke werden überthront von der mächtigen Kuppel der Frauenkirche.
Die Frauenkirche ist erheblich kleiner ausgeführt, als sie nach den wahren Proportionen im Bild hätte zu sehen sein müssen. Ihre (maßstäbliche) Verkleinerung gibt der Bildkomposition die Tiefe.

## Restaurierungen
Vom September 2009 bis 2011 wurde das Gemälde in der Restaurierungswerkstatt der Staatlichen Kunstsammlungen Dresden grundlegend restauriert. Die Arbeit wurde durch Spenden finanziert. Am 26. August 2011 wurde das Werk im Rahmen einer Sonderausstellung wieder der Öffentlichkeit zugänglich gemacht. Auffällig ist insbesondere der nach der Restaurierung deutlich kühlere Farbton des Gemäldes, das zuvor einen Gelbstich aufwies.
Weiterhin wurden seit der Entstehung an dem Bild folgende Arbeiten durchgeführt:
| Zeitpunkt          | Anlass                                                               | Arbeiten |
| 1834               | wahrscheinlich Einrichtung einer „Galerie Vaterländischer Prospekte“ | Rahmung |
| 1851 bis März 1852 | Vorbereitung der Eröffnung der Sempergalerie                         | Doublierung |
| 1875, 1914, 1927   |                                                                      | gereinigt und gefirnisst |
| 1957               |                                                                      | rückseitig konserviert, Ausbeulungen der Doublierleinwand niedergelegt, Retuschen von Fehlstellen, Spannränder angesetzt und neu auf den Keilrahmen aufgespannt, teilweise neu gefirnisst |
| 1963               | Ausstellung in Warschau und Krakau 1964                              | Retuschierung von nachgedunkelten oder aufgehellten Altretuschen |
| 1966               | Ausstellung in Essen 1966                                            | Retuschierung von nachgedunkelten oder aufgehellten Altretuschen |
| 1968               | Ausstellung in Stockholm 1969                                        | Firnisabnahme, Niederlegung aufstehender Craqueléränder, Retuschen, Firnisauftrag |
| 1978               | Ausstellung in Washington, New York und San Francisco 1978/79        | Retuschierung mit Acrylfarben in den Himmelspartien, Firnisauftrag |
| 1984               | letztmalige Ausleihe für Ausstellungen in Moskau und Leningrad 1984  | Firnisabnahme im Himmel bis zur Stadtsilhouette, Kittungen mit Kreidegrund, Retuschen mit Temperafarben, Firnisauftrag                                                                    |

## Weitere Fassungen

### Fassung für den Grafen Brühl und weitere private Auftraggeber

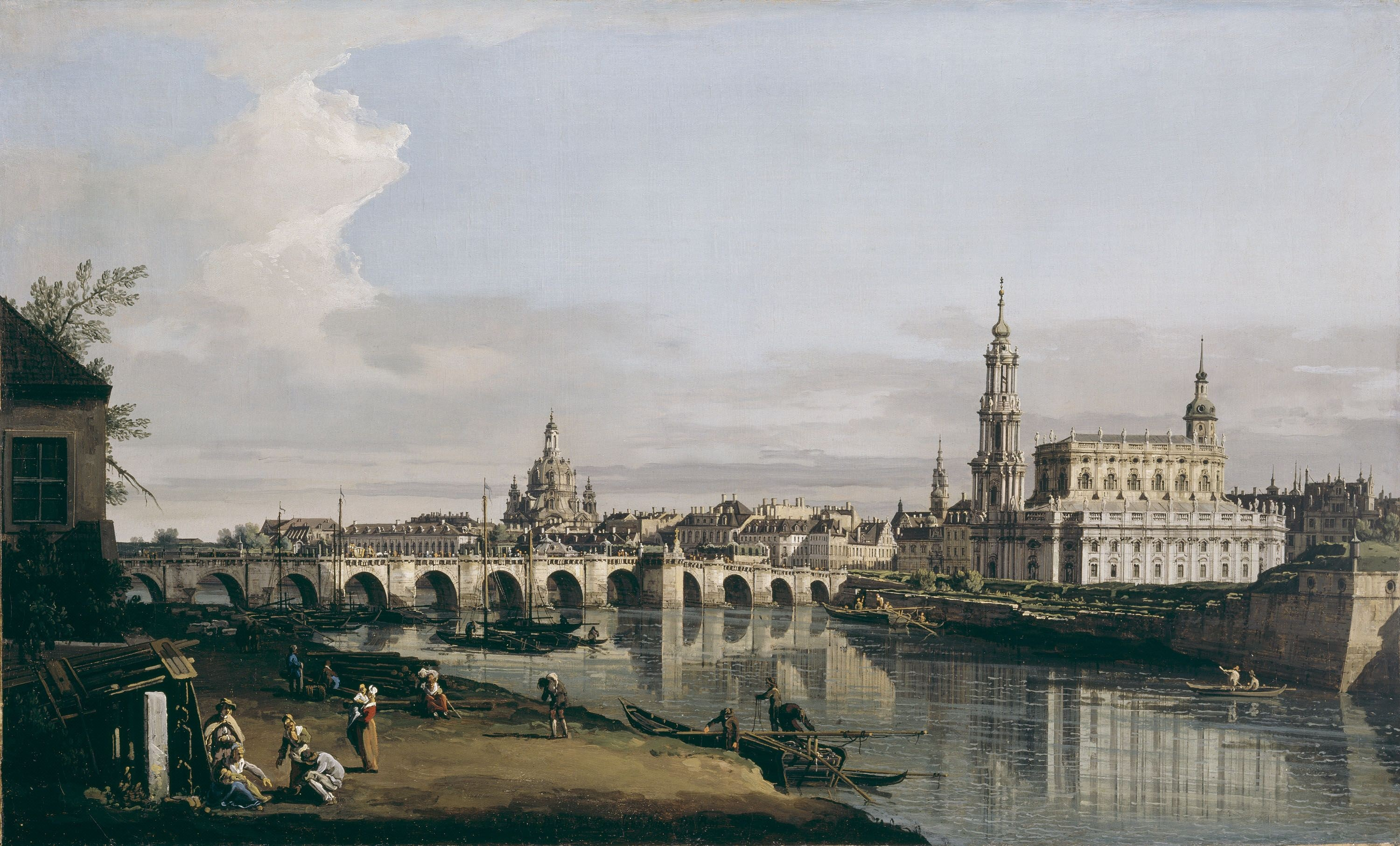
Diese zwei Jahre später ausgeführte Fassung zeigt den Turm der Hofkirche ohne Gerüst und befindet sich heute in der National Gallery of Ireland

Der Canaletto-Blick gehört zu einem Zyklus von 14 gleichformatigen Veduten, die Dresden im Auftrag von Kurfürst Friedrich August II. abbilden sollten. Von diesen Gemälden wurden vertragsgemäß Zweitfassungen von gleicher Größe für den Grafen Brühl geschaffen, wobei diese nach dem Tod von Brühl durch Katharina II. 1765 angekauft wurden und einen Grundstock der Eremitage in St. Petersburg bildeten. Weiterhin entstanden kleinere Fassungen, so befindet sich eine Fassung in der Größe von 141 cm × 232 cm in einer Madrider Privatsammlung und eine noch kleinere mit den Abmessungen 51,5 cm × 84 cm in der National Gallery of Ireland.

### Überarbeitete Fassung 1751/53
Eine weitere Fassung entstand 1751/53, evtl. im Auftrag von Oberrechnungsinspektor Johann Heinrich Christian Spahn. Im Unterschied zur früheren Fassung wurde die Bildkomposition um einige neuere Bauten ergänzt. Unter anderem findet sich hier auch das Zweite Belvedere (ganz links im Bild), das 1749 bis 1751 im Auftrag von Heinrich Graf von Brühl von Johann Christoph Knöffel am östlichen Ende der Brühlschen Terrasse (Jungfernbastei) errichtet und schon 1759 im Siebenjährigen Krieg auf Befehl Friedrich II. zerstört wurde. Es ist die einzige Vedute, die dieses Belvedere zeigt und auch dessen einzige künstlerische Darstellung. Geführt wird diese Fassung im Galerieverzeichnis unter Galerie-Nummer 630.
Dieses Gemälde mit den Abmessungen 95 cm × 165 cm hing von etwa ab 1975 bis 1990 im Büro des DDR-Staatschefs Erich Honecker als eine Leihgabe der Gemäldegalerie Alte Meister; ebenfalls als Leihgabe hängt es heute im Amtszimmer des Bundespräsidenten im Schloss Bellevue. Anlässlich der Ausstellung zum 200. Geburtstag von Bernardo Bellotto kehrte es 2022 für mehrere Wochen zu seinem Leihgeber für die Öffentlichkeit zurück.